# Moneta niema
Moneta niema (anepigraficzna) – moneta bez żadnych napisów i innych znaków umożliwiających jej bliższą identyfikację, np. antyczne monety w kształcie delfinów z Olbii, czy liczne polskie denary i brakteaty z okresu rozbicia dzielnicowego.